# Conrad II de Frisingue
Conrad II de Frisingue (allemand : Konrad II. von Freising), ou Conrad II Wildgraf de Dhaun (allemand : Konrad II. Wildgraf von Dhaun) est le 27e évêque de Frisingue de 1258 jusqu'à sa mort en 1279.

## Biographie
Il est le fils du Wildgraf Conrad II (1194–1263). Trois de ses frères exercent aussi des fonctions ecclésiastiques : Gérard (de) est archevêque de Mayence, Heinrich est abbé de Saint-Maximin de Trèves et Simon est prévôt de Saint-Maurice de Mayence.
Ses neveux sont : Emicho Wildgraf de Kyrburg (mort en 1311), évêque de Frisingue, Hugo, chanoine de Mayence, et Friedrich (de), provincial et grand-prieur de l'ordre du Temple de Haute-Allemagne.